# Tommy Bolin
Thomas Richard „Tommy” Bolin (ur. 1 sierpnia 1951 w Sioux City w Iowa, zm. 4 grudnia 1976 w Miami na Florydzie) – amerykański gitarzysta rockowy. Zabłysnął dzięki Billy'emu Cobhamowi (uczestnicząc w nagraniu jego solowego albumu – Spectrum). Był gitarzystą w zespołach Deep Purple, The James Gang i Moxy. Zmarł z powodu przedawkowania narkotyków (w jego moczu znaleziono ślady morfiny, kokainy, lidokainy oraz etanolu).

## Życiorys

### Dzieciństwo i młodość
Tommy Bolin urodził się 1 sierpnia 1951 w Sioux City. Jego rodzice byli muzykami. Bolin oglądał w dzieciństwie program Caravan of Stars, dzięki czemu poznał muzykę Elvisa Presleya, Carla Perkinsa i Johnnyego Casha. Uczył się gry na perkusji, instrumentach klawiszowych oraz gitarach, z których pierwszą była gitara hawajska (Bolin przyznał, że wybór instrumentu należał do nauczyciela). Jednym z jego nauczycieli była miłośniczka country, stąd pierwszą piosenką, której gry z nut nauczył się Bolin była folkowa ballada On Top of Old Smoky.

## Dyskografia

### Zephyr
- Zephyr (1969)
- Going Back to Colorado (1971)
- Live at Art's Bar and Grill (1996)

### Energy
- The Energy Radio Broadcasts 1972 (1998)
- Energy (1972) (1999)
- Tommy Bolin & Energy, Live in Boulder / Sioux City 1972 (2003)

### The James Gang
- Bang (1973)
- Miami (1974)

### Billy Cobham
- Spectrum (1973)
- Rudiments: The Billy Cobham Anthology (2004)
- Love Child. The Spectrum Sessions (2002)

### Alphonse Mouzon
- Mind Transplant (1975)
- Tommy Bolin & Alphonse Mouzon Fusion Jam (Rehearsals 1974) (1999)

### Moxy
- Moxy (1975)

### Deep Purple
- Come Taste the Band (1975)
- Last Concert in Japan (1977/1978)
- King Biscuit Flower Hour Presents: Deep Purple in Concert (1995)
- On the Wings of a Russian Foxbat - Live in California '76 (1995)
- Days May Come and Days May Go (The California Rehearsals Volume 1) (2000)
- 1420 Beachwood Drive (The California Rehearsals Volume 2) (2000)
- Deep Purple: Extended Versions (2000)
- This Time Around: Live in Tokyo (2001)
- Phoenix Rising (2011)

## Solo

### LP
- Teaser (1975)
- Private Eyes (1976)
- From the Archives, Vol. 1 (1996)
- The Bottom Shelf (1997)
- From the Archives, Vol. 2 (1998)
- Energy (1999)
- Snapshot (1999)
- Naked (2000)
- Naked II (2002)
- After Hours: The Glen Holly Jams - Volume 1 (2004)
- Whips and Roses (2006)
- Whips and Roses II (2006)

### Koncerty
- Live at Ebbets Field 1974 (1997)
- Live at Ebbets Field 1976 (1997)
- Live at Northern Lights Recording Studio (1997)
- The Energy Radio Broadcasts (1998)
- First Time Live (2000)
- Live 9/19/76 (2001)
- Live in Miami at Jai Alai: The Final Show (2002)
- Alive on Long Island (2003)
- Tommy Bolin and Energy Live (2003)
- Albany 9/20/76 (2004)
- Live at the Jet Bar (2004)

### Kompilacje
- The Ultimate: The Best of Tommy Bolin (1989)
- Come Taste the Man (1999)
- The Ultimate Redux (2008)